# Arxidiòcesi de Nidaros
L'arxidiòcesi de Nidaros fou l'antic districte catòlic que englobava Noruega a l'acabament de l'edat mitjana. La seu estava situada a la catedral de Nidaros, a la ciutat actual de Trondheim. L'arxidiòcesi existí des del segle xii fins a la reforma protestant.
La diòcesi de Nidaros va ser creada el 1030, fou elevada al rang d'arxidiòcesi el 1153. La seva autoritat s'estenia per tota Noruega, i també durant un temps a territoris de dominació noruega: Islàndia, Grenlàndia, l'illa de Man, les Òrcades, Shetland, les illes Fèroe, les Hèbrides, etc. Fou suprimida el 1537 després de la fugida de l'arquebisbe davant la Reforma i la catedral va quedar-se força malmesa. No se l'ha de confondre amb la diòcesi de Nidaros instaurat per l'església de Noruega de confessió luterana.
Restaurada sota una nova forma el 1931, constitueix avui en dia la prelatura territorial de Trondheim.

## Història
La diòcesi de Nidaros va ser erigida el 1030.
Cap el 1070 s'iniciaren els treballs per a la construcció de la catedral, dedicada a la Santíssima Trinitat, que va ser completada cap a finals del segle xiii.
El 1104 passà a formar part de la província eclesiàstica de l'arquebisbat de Lund.
El 1153 va ser elevada al rang d'arxidiòcesi metropolitana. En el moment de la supressió de la jerarquia catòlica, l'arxidiòcesi comptava amb les següents sufragànies: Oslo, Bergen, Stavanger, Hamar, Fær Øer, Skálholt, Hólar, Garðar.
Fins al 1472 havien format part de la província eclesiàstica de Nidaros també la diòcesi de les Orcades i el bisbat de Sodor o de les Illes, a Escòcia.

## Cronologia episcopal
- Jon Sigurd † (vers 1032 - vers 1050)
- Grimkjell †
- Sigurd † (vers 1050)
- Adalbrikt † (vers 1080 - vers 1090)
- Simon † (vers 1103 - vers 1130)
- Ivar Kalfsson † (després del 1139 - ? mort)
- Reidar † (? - 1151 mort)
- Jon Birgisson † (1152 - 1157 mort)
- Sant Eystein Erlendsson † (1157/1161 - 31 de desembre de 1188 mort)
- Eirik Ivarsson † (1189 - 1205 renuncià)
- Tore I † (1206 - 8 d'agost de 1214 mort)
- Guttorm † (1215 - 6 de febrer de 1224 mort)
- Peter av Husastad † (1224 - 9 d'octubre de 1226 mort)
- Tore II † (1227 - 7 d'abril de 1230 mort)
- Sigurd Eindridesson † (1230/1231 - 6 de març de 1252 mort)
- Sørle † (3 de febrer de 1253 - 1 de maig de 1254 mort)
- Einar † (12 de març de 1255 - 1263 mort)
  - Birgir † (1263/1264) (bisbe electe)
- Håkon † (1265 - 18 d'agost de 1267 mort)
- Jon Raude † (24 de juny de 1268 - 21 de desembre de 1282 mort)
  - Narve, O.P. † (bisbe electe)
- Jørund † (15 de febrer de 1287 - 11 d'abril de 1309 mort)
- Eiliv Korte Arnason † (4 de desembre de 1310 - 2 de novembre de 1332 mort)
- Pål Bårdsson † (26 de novembre de 1333 - 1 de febrer de 1346 mort)
- Arne Vade Einarsson † (30 d'agost de 1346 - 17 d'octubre de 1349 mort)
- Olav, O.S.B. † (3 de novembre de 1350 - 1371 mort)
- Trond Gardarsson † (22 d'octubre de 1371 - 1381 mort)
  - Hacon Ivari † (1381) (bisbe electe)
- Nicolaus Rusare † (1382 - 1386 mort)
- Vinald Henriksson † (7 de juny de 1387 - 1402 mort)
- Eskill † (20 de desembre de 1402 - 11 de març de 1428 mort)
- Aslak Bolt † (27 de desembre de 1429 - de maig de 1449 mort)
  - Olav † (1450) (bisbe electe)
- Henrik Kalteisen, O.P. † (28 de febrer de 1452 - 1459 nomenat bisbe titular de Cesarea de Palestina)
- Olav Trondsson † (14 de febrer de 1459 - 1474 mort)
- Gaute † (14 de juny de 1475 - 14 de maig de 1510 mort)
- Erik Valkendorf † (14 d'agost de 1510 - 28 de novembre de 1522 mort)
- Olav Engelbrektsson † (9 de desembre de 1523 - 1538 mort)